# Eutettico

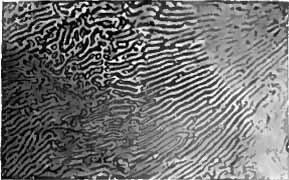
Lega eutettica piombo-stagno (ingrandimento: 750×).

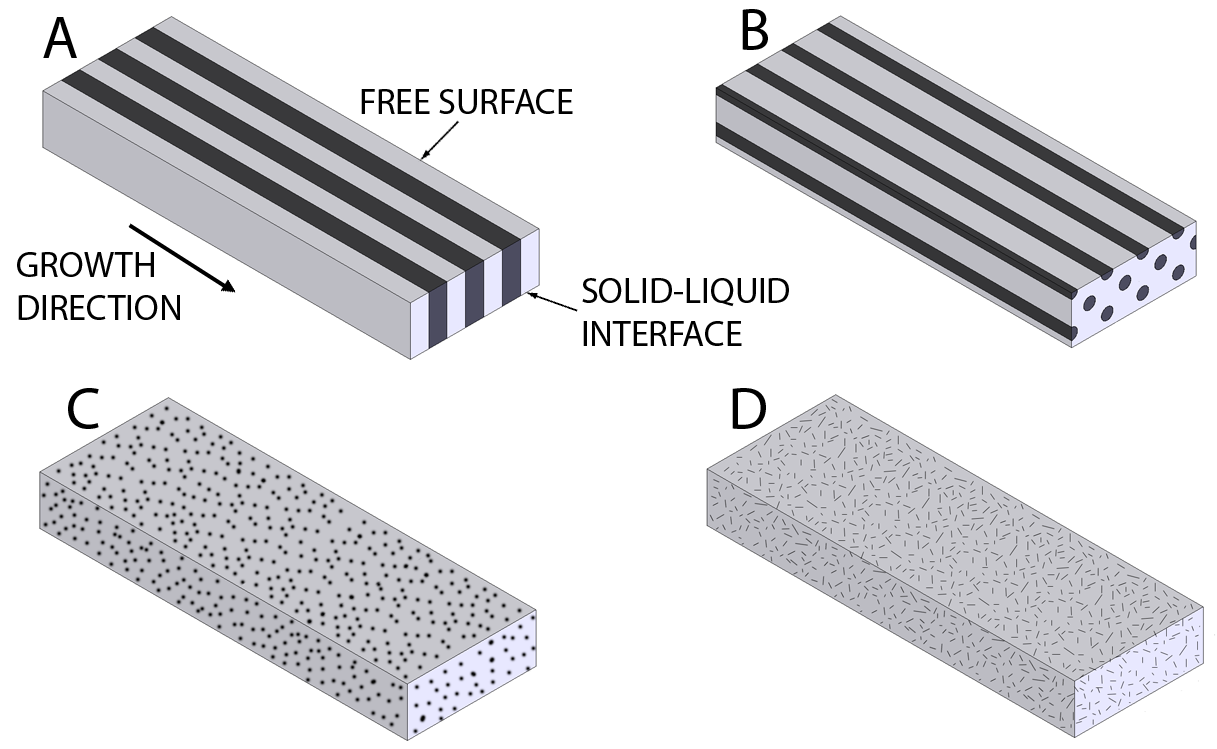
Quattro differenti morfologie di un sistema eutettico:
A: Lamellare
B: Fibroso
C: Globulare
D: Aciculare

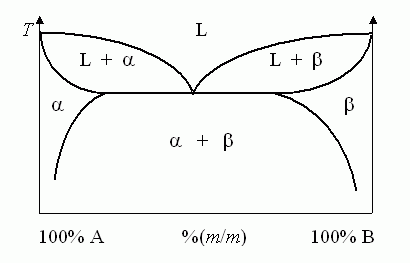
Rappresentazione di un sistema bifase con eutettico

Un eutettico, o miscela eutettica, (dal greco εὐ, eu- = buono e τήκω, tēkō = fondere) è una miscela di sostanze il cui punto di fusione è più basso di quello delle singole sostanze che la compongono (da cui il nome "facile da fondere"). Nel diagramma di fase viene identificato da un punto che corrisponde a un equilibrio invariante. Una miscela eutettica, a un determinato valore di pressione costante, è caratterizzata da un ben determinato rapporto in peso tra i suoi costituenti e da un ben determinato valore di temperatura eutettica. 
Un esempio è una miscela di ghiaccio e sale (H2O allo stato solido e NaCl), il ghiaccio fonde a 0 °C, il sale a 804 °C, mentre la loro miscela eutettica fonde a −21,3 °C. Al punto eutettico sono contemporaneamente presenti le due fasi solide (ghiaccio e NaCl) e la fase liquida (la soluzione) in contemporaneo equilibrio.
Gli eutettici riguardano in particolare le leghe metalliche, specie quelle tra stagno, zinco, piombo, rame, cadmio, bismuto e le miscele frigorifere, ma anche i minerali. Ad esempio le lave vulcaniche rimangono allo stadio fluido a temperature molto inferiori a quelle di fusione di qualsiasi loro costituente.

## Sistema eutettico
La trasformazione eutettica coinvolge la diffusione degli atomi delle due specie pure A e B (visto che la loro composizione è molto diversa). Appena un grano di A nuclea avremo un addensamento del componente B nelle zone circostanti, "espulso" (ovvero tolto dalla fase liquida) per dare origine alla fase α.

A sua volta si originerà quindi un nucleo di fase β che per formarsi dovrà espellere il componente A. In questo modo i due grani cresceranno simultaneamente.

La disposizione spaziale che possono assumere i grani delle due fasi all'interno della microstruttura eutettica può essere molto diversa. Si possono avere eutettici di tipo lamellare, di tipo sferoidale, a barrette, ecc.
In un sistema eutettico bilineare Al-Cu (Cu = 33% massa) per una solidificazione eutettica a 548 °C si può avere una segregazione in cui si formano delle lamelle α e β comprese tra una distanza λ che varia con la velocità di solidificazione (cioè la velocità di diffusione, dalla legge di Fick): più questa è alta infatti, più il valore di λ è piccolo, cioè le lamelle sono più sottili. Questo fenomeno avviene quando le fasi α e β solidificano alla stessa velocità e quindi la variazione delle concentrazioni solide aumenta di pari passo. Il sistema eutettico è perciò chiamato binario eutettico. Il problema con questo sistema è che aumenta la superficie di contatto tra le due fasi e quindi l'energia interna (data dalla tensione superficiale).
Un'alternativa alla segregazione binaria eutettica è data dalla segregazione con formazione di dendriti (diversa velocità di diffusione).